# Kendra Shank
Kendra Shank  (* 23. April 1958 in Woodland  (Kalifornien)) ist eine US-amerikanische Jazzsängerin, Gitarristin  und Perkussionistin.

## Leben und Wirken
Shank war ursprünglich eine Folksängerin, bevor sie während eines Aufenthalts in Paris mit dem Jazz näher in Berührung kam und mit Claudine François und Jim Pepper spielte. Sie studierte bei Jay Clayton; von 1988 bis 1996 arbeitete sie in Seattle, im Staate Washington, bevor sie sich 1997 in New York City niederließ. 1991 arbeitete sie als Sängerin, Gitarristin und Perkussionistin in Bob Doroughs Quartett; 1992 hatte sie ihr Debüt als Solistin im Village Vanguard. 1994 erschien Shanks erstes Album Afterglow auf dem Label Mapleshade, an dessen Produktion Shirley Horn mitwirkte. Begleitet wurde sie dabei von dem Pianisten Larry Willis und dem Saxophonisten Gary Bartz; auf dem Album singt sie eine Coverversion von Elvis Costellos „Almost Blue“. 1998 bzw. 2000 folgten die Alben Wish (mit Joe Locke und Victor Lewis) und Reflections (mit Tony Moreno), die ihr zahlreiche Auszeichnungen einbrachten, wie im Down Beat International Critics Poll als Talent Deserving Wider Recognition. Seitdem arbeitet Shank mit einer Begleitband um den  Pianisten Frank Kimbrough. 2007 erschien auf dem niederländischen Label Challenge Records ihr Album A Spirit Free: Abbey Lincoln Songbook, 2009 folgte Mosaic. Sie arbeitete außerdem mit Jay Clayton, Bud Shank (mit dem sie nicht verwandt ist), Norman Hedman und Peter Leitch (Blues on the Corner); als Gitarristin war sie an Abbey Lincolns Album Over The Years (Verve, 2000) beteiligt. In ihrer Begleitband spielen gegenwärtig (2013) Gitarrist Ken Wessel, Bassist Dean Johnson und Schlagzeuger Matt Wilson.

## Diskographische Hinweise
- Wish (Jazz Focus, 1998) mit Frank Kimbrough, Hans Teuber, Victor Lewis, Joe Locke
- Reflections (Jazz Focus, 2000) mit Frank Kimbrough, Dean Johnson, Tony Moreno
- A Spirit Free: Abbey Lincoln Songbook (Challenge, 2007) mit Ben Monder
- Mosaic (Challenge, 2008)
- New York Conversations (TCB, 2014), mit John Stowell